# Oti Fossae
Oti Fossae és una estructura geològica del tipus fossa a la superfície de Mart, situada amb el sistema de coordenades planetocèntriques a -7.02 ° de latitud N i 245.08 ° de longitud E. Fa 373.59 km de diàmetre. El nom va ser fet oficial per la UAI l'any 1982 i pren el nom d'una característica d'albedo.